# Hunter Schafer
Hunter Schafer (Trenton, New Jersey, 1998. december 31. –) amerikai színésznő, LMBT-aktivista, modell.
Legismertebb alakítása Jules Vaughn az Eufória sorozatban, amelyben egy transznemű középiskolás diákot játszik. 2023-ban Tigris Snow szerepében játszott a Az éhezők viadala: Énekesmadarak és kígyók balladája filmben.

## Fiatalkora
Schafer Trentonban született, szülei Katy és Mac Schafer, apja a Hudson Memorial Presbyterian Church lelkésze. Három testvére van, két lány és egy fiú.
Középiskolás korában tiltakozott az észak-karolinai nyilvános létesítmények adatvédelmi és biztonsági törvényével szemben.
Egy interjúban azt mondta, hogy az internet segített neki megbirkózni nemi identitásával, a YouTube videómegosztót és más közösségi média oldalakat használt, hogy megismerje más transznemű emberek tranzíciós történeteit. 2017-ben végzett az Észak-karolinai Képzőművészeti Iskolában.

## Karrier
Schafer többek között a Dior, Miu Miu, Calvin Klein, Rick Owens, Helmut Lang, Tommy Hilfiger, Coach, Maison Margiela, Vera Wang, Marc Jacobs, Versus Versace, Emilio Pucci, Ann Demeulemeester és az Erdem divatházak modellje.
A Teen Vogue beválogatta Schafert a 21 Under 21 listájába, és szerveztek neki egy interjút Hillary Clintonnal.
2019-ben Schafer szerepet kapott az HBO sorozatában, az Eufóriában. Alakításáért számos jelölést kapott díjakra. Karaktere kialakításában együtt dolgozott a sorozat alkotójával, Sam Levinsonnal, hogy története tükrözze tapasztalatait.

## Magánélete
Schafer transznemű nő. Azt mondja: „Szeretem, ha az emberek tudják, hogy nem cisz lány vagyok, mert nem vagyok az, és nem érzem, hogy az lennék. Büszke vagyok, hogy transznemű ember vagyok.” 2021 decemberében a Twitteren kijelentette, hogy szexualitása „bi vagy pán vagy valami.” 2022-től 2023-ig kapcsolatban volt Dominic Fike színésszel és énekessel.
2024. február 27-én letartóztatták a Jewish Voice for Peace tüntetésén New Yorkban, ahol a szervezettel együtt tüntetett Izrael katonai jelenléte ellen Gázában.

## Filmográfia

### Filmek
| Év   | Magyar cím                                           | Eredeti cím                                        | Szerep                                 | Magyar hang      |
| ---- | ---------------------------------------------------- | -------------------------------------------------- | -------------------------------------- | ---------------- |
| 2022 | Belle: A sárkány és a szeplős hercegnő               | Belle                                              | Ruka "Ruka-chan" Watanabe (angol hang) |                  |
| 2023 | Az éhezők viadala: Énekesmadarak és kígyók balladája | The Hunger Games: The Ballad of Songbirds & Snakes | Tigris Snow                            | Hermányi Mariann |
| 2024 |                                                      | Cuckoo                                             | Gretchen                               |                  |
| 2024 | A kegyelem fajtái                                    | Kinds of Kindness                                  | Anna                                   |                  |
| TBA  |                                                      | Mother Mary                                        | Hilda                                  |                  |

### Televíziós szerepek
| Év    | Magyar cím | Eredeti cím | Szerep       | Megjegyzések                           |
| ----- | ---------- | ----------- | ------------ | -------------------------------------- |
| 2019– | Eufória    | Euphoria    | Jules Vaughn | Főszereplő Magyar hangja Laudon Andrea |